# Слоковец
Слоковец је насељено место у саставу града Лудбрега у Вараждинској жупанији, Хрватска. До територијалне реорганизације у Хрватској налазио се у саставу старе општине Лудбрег.

## Становништво
На попису становништва 2011. године, Слоковец је имао 257 становника.

## Попис1991.
На попису становништва 1991. године, насељено место Слоковец је имало 313 становника, следећег националног састава:
| Попис 1991.‍ | Попис 1991.‍ | Попис 1991.‍ | Попис 1991.‍ | Попис 1991.‍ |
| ----------- | ----------- | ----------- | ----------- | ----------- |
|             |             |             |             |             |
| Хрвати      | Хрвати      |             | 311         | 99,36%      |
| Југословени | Југословени |             | 1           | 0,31%       |
| непознато   | непознато   |             | 1           | 0,31%       |
| укупно: 313 |             |             |             |             |